# Klement Gottwald

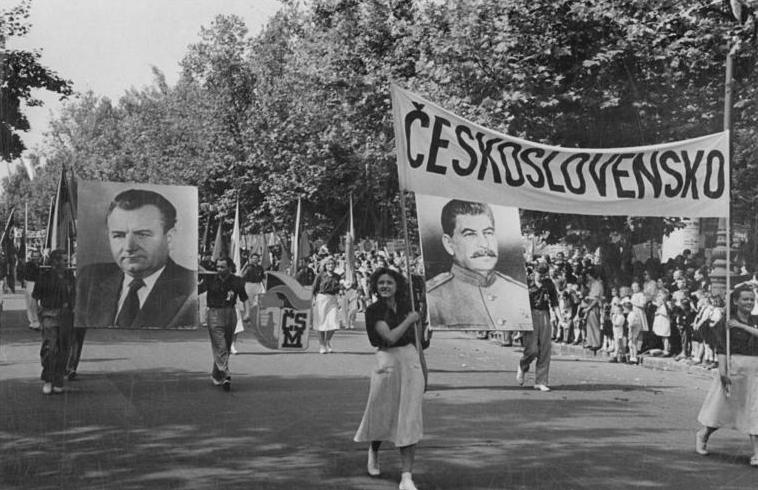
Viering van de International Children's Day 1949 in Boedapest, Hongarije. De foto toont de Tsjecho-Slowaakse delegatie met links een portret Gottwald, rechts Stalin

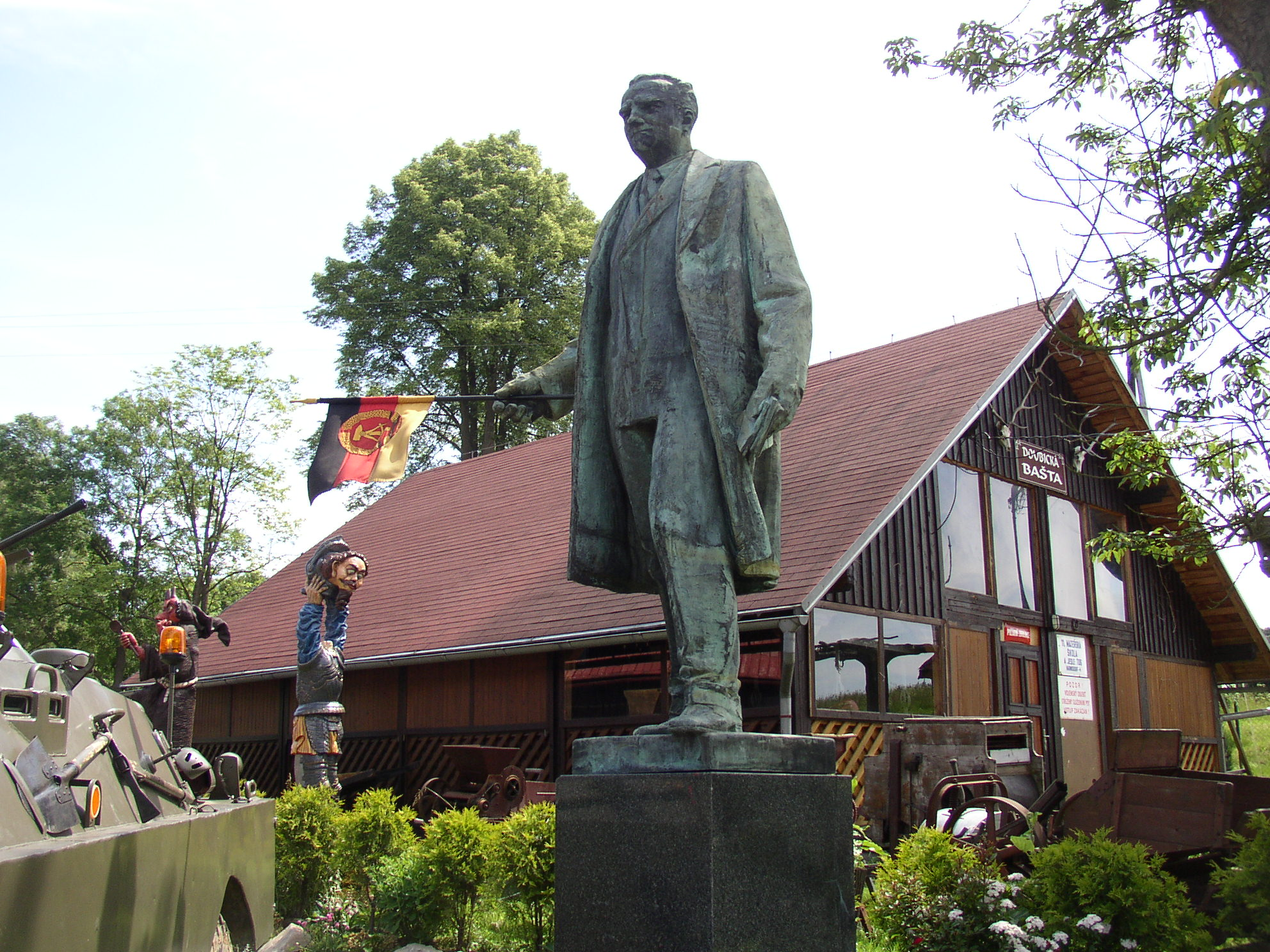
Klement Gottwald monument in Doubice, okres Decín

Klement Gottwald (Dědice, 23 november 1896 – Praag, 14 maart 1953) was een Tsjecho-Slowaaks stalinistisch politicus.
Klement Gottwald werd in het toenmalige keizerrijk Oostenrijk-Hongarije geboren. Hij was een meubelmaker van beroep. Van 1914 tot 1918 was hij militair in het Oostenrijk-Hongaars leger. In 1918 liep hij over naar het Rode Leger (Sovjet-Unie). Na de oorlog keerde hij als een overtuigd communist terug naar het inmiddels onafhankelijke  Tsjecho-Slowakije. In 1921 was hij medeoprichter van de Communistische Partij van Tsjecho-Slowakije (KSČ).
Van 1921 tot 1926 was hij partijfunctionaris van de KSČ in Slowakije en redacteur van de partijkrant. In 1925 werd hij in het Centraal Comité gekozen en in 1927 werd Gottwald secretaris-generaal van de KSČ. Van 1929 tot 1948 (met onderbreking van 1938 tot mei 1945) was Gottwald een van de communistische afgevaardigden in het Tsjecho-Slowaakse parlement. Hij ontwikkelde zich tot stalinist en werd een trouw volgeling van de Sovjet-Russische partijleider Jozef Stalin. Van 1935 tot de opheffing in 1943 was hij secretaris van de Comintern (Communistische Internationale).
In 1938 trad de Tsjecho-Slowaakse president Eduard Beneš af. Zijn opvolger werd professor Emil Hacha. De KSČ werd een illegale partij. De partijleden werkten sindsdien ondergronds, zo ook Gottwald. In 1939 vielen de Duitsers Tsjecho-Slowakije binnen en bezetten het land tot de bevrijding in mei 1945. Gottwald week in 1939 uit naar Moskou. Vanuit Moskou leidde hij het communistische verzet tegen de bezetter.
In 1945 keerde Gottwald naar Tsjecho-Slowakije terug en hernam zijn zetel in het parlement. Eduard Beneš werd opnieuw president en verklaarde zich bereid om met de communisten samen te werken, mits de laatste de democratie zouden eerbiedigen. In 1945 werd Gottwald voorzitter van de KSČ en van 1945 tot 1946 was hij vicepremier in het kabinet van minister-president Zdeněk Fierlinger. Bij de verkiezingen van 1946 behaalden de communisten een grote winst en werd Gottwald premier. Omdat de communistische aanhang steeds verder afnam, pleegde Gottwald op 9 mei 1948 een staatsgreep. President Beneš weigerde zich achter de coupplegers te stellen en trad af. Een maand later overleed Beneš.
Klement Gottwald werd op 14 juni 1948 door de Nationale Assemblee gekozen tot president van de republiek. Als echte stalinist begon hij met de nationalisatie van de industrie en de collectivisatie van de landbouw. Gottwald zuiverde de communistische partij (Processen van Praag) en vormde samen met de nog toegestane partijen (sociaaldemocraten, katholieke volkspartij, socialisten, enz.) een coalitie, het Nationaal Front genaamd. Veel communisten die later belangrijk zouden worden in Tsjecho-Slowakije, zoals Gustáv Husák, zaten onder Gottwald in de gevangenis als "bourgeois-nationalisten."
Vijf dagen na de begrafenis van Jozef Stalin, die hij had bijgewoond, overleed Gottwald. Zijn lichaam werd gebalsemd door specialisten van het Mausoleum van Lenin en opgebaard in een eigen mausoleum in het Nationaal Monument in Vitkóv. Toen Tsjechoslowakije in 1962 afstand deed van het stalinisme, werd Gottwalds lijk in stilte gecremeerd. Zijn as bleef in een columbarium in het mausoleum, maar werd na de val van het communisme in 1990 overgebracht naar de Olšany-begraafplaats in Praag. Dat was tenminste de bedoeling. De persoon die de transfer moest uitvoeren, vergat de urn bij een cafébezoek en deze is nadien niet meer boven water gekomen.

## Voetnoten
1. ↑  Jacob Mikanowski, Goodbye Eastern Europe. An Intimate History of a Divided Land, 2023, p. 249-250

- Bibsys: 1581514962305
- Bibliothèque nationale de France: cb11109405g (data)
- CiNii: DA04575671
- Gemeinsame Normdatei: 118696742
- International Standard Name Identifier: 0000 0001 1035 7810
- Library of Congress Control Number: n50069984
- National Archives and Records Administration: 50665792
- Nationale Bibliotheek van Tsjechië: jk01032566
- Nationale bibliotheek van Australië: 49782651
- Nationale Bibliotheek van Israël: 987007279077105171
- Nationale Bibliotheek van Polen: a0000001281358
- Nationale en Universitaire bibliotheek Zagreb: 000171982
- Nederlandse Thesaurus van Auteursnamen: 072781696
- Réseau des bibliothèques de Suisse occidentale: 02-A005845529
- SNAC: w61d7vgj
- Système universitaire de documentation: 073909777
- Trove: 1528774
- Virtual International Authority File: 3265113
- WorldCat: E39PBJwMHjBWB9KJmHkHwHTPwC